# Campionats del món de ciclisme en ruta de 2007
Els Campionats del món de ciclisme en ruta de 2007 es disputaren del 25 al 30 de setembre de 2007 a Stuttgart, Alemanya. La competició consistí en una cursa contrarellotge i una en ruta per a homes, dones i homes sub-23. L'italià Paolo Bettini i el suís Fabian Cancellara aconseguiren guanyar el seu segon campionat del món de manera consecutiva, en línia i en contrarellotge respectivament.

## Resultats
|                                         | Or                           | Or         | Argent                           | Argent  | Bronze                       | Bronze  |
| Proves masculines professionals         |                              |            |                                  |         |                              |         |
| Cursa en línia masculina detalls        | Paolo Bettini · Itàlia       | 6h 44' 43" | Alexandr Kolobnev · Rússia       | m. t.   | Stefan Schumacher · Alemanya | m. t.   |
| Contrarellotge masculina detalls        | Fabian Cancellara · Suïssa   | 55' 41.35" | Laszlo Bodrogi · Hongria         | + 52.1" | Stef Clement · Països Baixos | + 57.8" |
| Proves masculines sub-23                |                              |            |                                  |         |                              |         |
| Cursa en línia masculina sub-23 detalls | Peter Velits · Eslovàquia    | 4:21:22    | Wesley Sulzberger · Austràlia    | m. t.   | Jonathan Bellis · Regne Unit | m. t.   |
| Contrarellotge masculina sub-23 detalls | Lars Boom · Països Baixos    | 48' 57.93" | Mikhail Ignatiev · Rússia        | + 09"   | Jerome Coppel · França       | + 46"   |
| Proves femenines elit                   |                              |            |                                  |         |                              |         |
| Cursa en línia femenina detalls         | Marta Bastianelli · Itàlia   | 3h 46' 34" | Marianne Vos · Països Baixos     | + 6"    | Giorgia Bronzini · Itàlia    | + 6"    |
| Contrarellotge femenina detalls         | Hanka Kupfernagel · Alemanya | 34' 43.79" | Kristin Armstrong · Estats Units | + 23.5" | Christiane Soeder · Àustria  | + 41.5" |

## Medaller
| Posició | País          | Or | Plata | Bronze | Total |
| 1       | Itàlia        | 2  | 0     | 1      | 3     |
| 2       | Països Baixos | 1  | 1     | 1      | 3     |
| 3       | Alemanya      | 1  | 0     | 1      | 2     |
| 4       | Eslovàquia    | 1  | 0     | 0      | 1     |
| 4       | Suïssa        | 1  | 0     | 0      | 1     |
| 6       | Rússia        | 0  | 2     | 0      | 2     |
| 7       | Austràlia     | 0  | 1     | 0      | 1     |
| 7       | Hongria       | 0  | 1     | 0      | 1     |
| 7       | Estats Units  | 0  | 1     | 0      | 1     |
| 10      | Àustria       | 0  | 0     | 1      | 1     |
| 10      | França        | 0  | 0     | 1      | 1     |
| 10      | Regne Unit    | 0  | 0     | 1      | 1     |
| Total   | Total         | 6  | 6     | 6      | 18    |